# Scintilace
Scintilace je jev, při kterém vznikají slabé světelné záblesky (pulsy světla) v některých látkách při dopadu ionizujícího záření (krátce po průchodu ionizované částice). Je způsoben přenosem energie (excitací a ionizací a návratem do základního energetického stavu) dopadajícího záření na emisi scintilačních fotonů.
Scintilace jsou podmíněny existencí luminiscenčních center, která vznikají vniknutím iontů cizího prvku do krystalové mřížky iontového krystalu. Takto vzniká aktivovaný scintilátor, například ZnS (Ag), ZnS (Cu), NaI (Tl), LiI. Vedle anorganických látek lze využít i scintilačních vlastností dalších druhů látek. Používají se scintilátory organické (naftalen, stilben, antracen), kapalné (roztoky scintilačních látek v organických rozpouštědlech, např. v xylenu, benzenu) a plastické.
Procesu scintilace se s výhodou využívá při detekci ionizovaných částic